# Harpactes wardi
Harpactes wardi là một loài chim trong họ Trogonidae.